# مذبحة كولفاكس

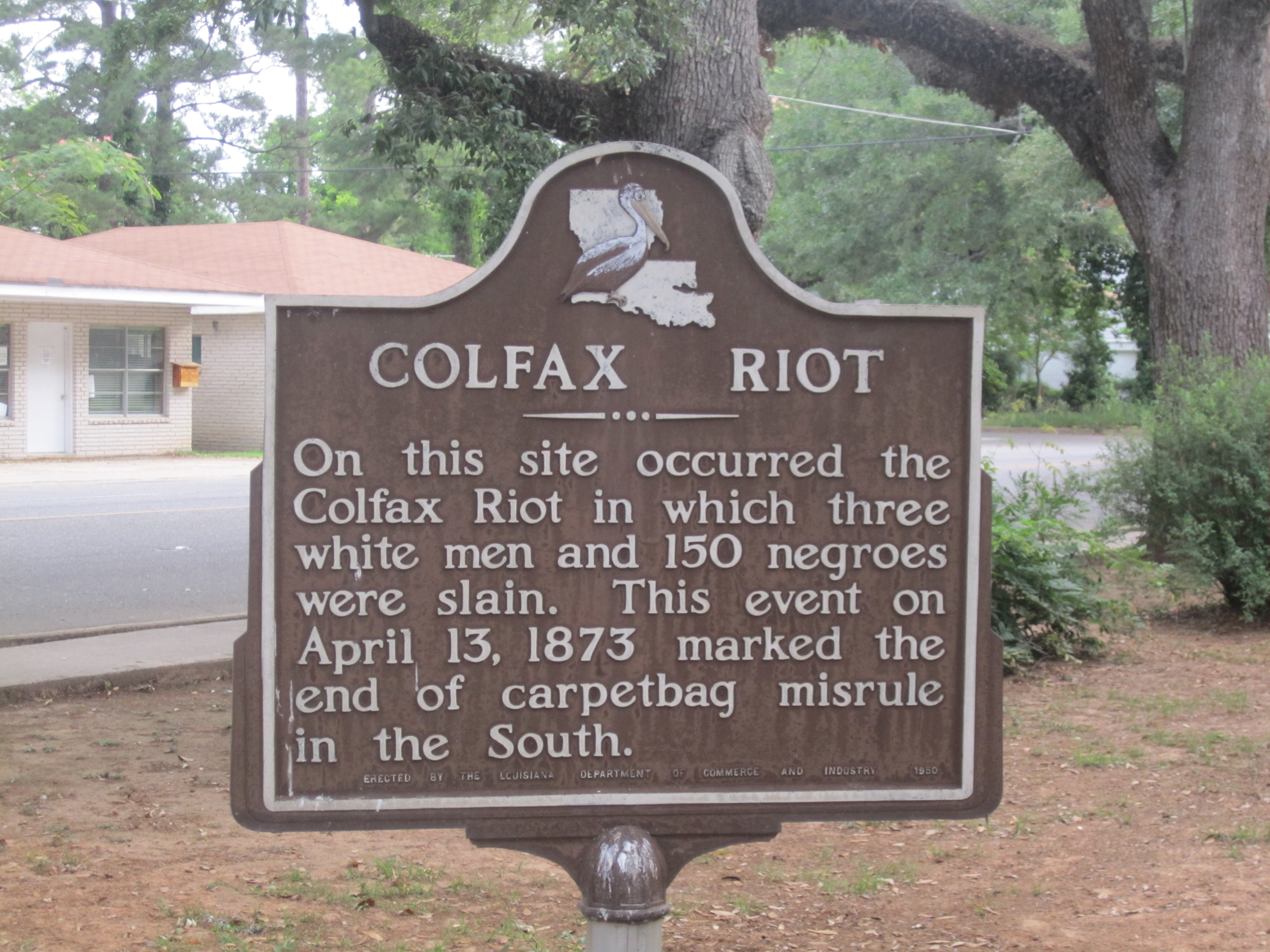
علامة تاريخية سابقة في كولفاكس.أقيمت العلامة في عام 1950،وتمت إزالتها في مايو 2021 بسبب اللغة المتحيزة المزعومة (تستخدم مصطلح "شغب" وتشير إلى الحادث على أنه "نهاية سوء حكم السجاد في الجنوب").

وقعت مذبحة كولفاكس،التي يشار إليها أحيانًا باسم أعمال شغب كولفاكس،في عيد الفصح الأحد،13 أبريل 1873،في كولفاكس،لويزيانا،مقر أبرشية غرانت.قُتل ما يقدر بـ 62-153 من رجال الميليشيات السوداء أثناء استسلامهم لحشد من الجنود الكونفدراليين السابقين وأعضاء كو كلوكس كلان.كما قتل ثلاثة رجال بيض أثناء المواجهة.
بعد انتخابات 1872 المتنازع عليها لمنصب حاكم لويزيانا والمكاتب المحلية،تغلبت مجموعة من الرجال البيض المسلحين بالبنادق ومدفع صغير على رجال المعتقلين السود وميليشيات الدولة التي احتلت محكمة غرانت باريش في كولفاكس.  قُتل معظم المفرجين بعد استسلامهم،وقُتل ما يقرب من 50آخرين في وقت لاحق من تلك الليلة بعد احتجازهم كسجناء لعدة ساعات.اختلفت تقديرات عدد القتلى على مر السنين،حيث تراوحت بين 62 و 153؛ مات ثلاثة من البيض ولكن كان من الصعب تحديد عدد الضحايا السود لأن العديد من الجثث ألقيت في النهر الأحمر أو نُقلت لدفنها،ربما في مقابر جماعية.
وصف المؤرخ إريك فونر المذبحة بأنها أسوأ حالة من العنف العنصري أثناء إعادة الإعمار. في لويزيانا،كان لديها أكبر عدد من القتلى من أي من الأحداث العنيفة العديدة التي وقعت بعد التنازع على حاكم الولاية في عام 1872 بين الجمهوريين والديمقراطيين.كتب فونر،"...تميزت كل انتخابات [في لويزيانا] بين عامي 1868 و 1876 بالعنف المتفشي والتزوير المتفشي". على الرغم من أن "المجلس العائد" للدولة الذي يهيمن عليه الانصهار،والذي حكم على صلاحية التصويت،أعلن في البداية أن جون ماكنري ولائحته الديموقراطية هم الفائزون،انقسم المجلس في النهاية،مع إعلان فصيل فوز الجمهوري ويليام بي كيلوج.حكم قاض فيدرالي جمهوري في نيو أورليانز بأن المجلس التشريعي ذي الأغلبية الجمهورية يجلس.
تم استئناف الملاحقة القضائية الفيدرالية وإدانة عدد قليل من الجناة في كولفاكس بموجب قوانين الإنفاذ أمام المحكمة العليا . في قضية كبرى،حكمت المحكمة في قضية الولايات المتحدة ضد. كروكشانك(1876) أن الحماية من التعديل الرابع عشر لا تنطبق على الأشخاص الذين يتصرفون بشكل فردي،ولكن فقط على تصرفات حكومات الولايات. بعد هذا الحكم،لم تعد الحكومة الفيدرالية قادرة على استخدام قانون الإنفاذ لعام1870 لملاحقة أفعال الجماعات شبه العسكرية مثل العصبة البيضاء،التي كانت لها فصول في جميع أنحاء لويزيانا ابتداء من عام1874. كان التخويف والقتل وقمع الناخبين السود من قبل هذه الجماعات شبه العسكرية عاملاً فعالاً في استعادة الحزب الديمقراطي السيطرة السياسية على المجلس التشريعي للولاية بحلول أواخر سبعينيات القرن التاسع عشر.
خلال أواخر القرن العشرين وأوائل القرن الحادي والعشرين،أولى المؤرخون اهتمامًا متجددًا للأحداث في كولفاكس وقضية المحكمة العليا الناتجة.

## أنظر أيضا
- قائمة حوادث الاضطرابات المدنية في الولايات المتحدة
- قائمة المجازر في لويزيانا